# Leonor Fernández de Torreblanca
Leonor Fernández de Torreblanca (¿? - Córdoba, 1557) fue una dama española, abuela paterna del escritor alcalaíno Miguel de Cervantes, nacida en fecha y lugar desconocidos (aunque probablemente en Córdoba, en el último tercio del siglo XV) y fallecida en Córdoba en 1557. 

## Biografía
Hija de un reputado médico cordobés, Juan Díaz de Torreblanca, y Isabel Fernández, nieta paterna de Juan Díaz de Torreblanca y María Alonso y nieta materna de Diego Martínez y Juana Fernández, casó hacia el año de 1500 con el abogado Juan de Cervantes, también natural de Córdoba y licenciado en la Universidad de Salamanca, al que dio cuatro hijos: Juan (que murió, de forma prematura, hacia 1540), María (célebre por sus relaciones amorosas con un destacado personaje de una de las grandes casas nobiliarias de la época), Rodrigo (el padre del escritor, que vivió hasta 1585), y Andrés (fallecido hacia 1593). Durante varios años acompañó a su esposo por los diferentes destinos que hubo de cubrir en el desempeño de su brillante carrera al servicio de la Administración pública o de grandes familias nobiliarias, aunque, a partir de 1538, permaneció separada de él, al cuidado de su familia y del hogar emplazado en Alcalá de Henares, mientras Juan de Cervantes se desatendía de sus cargas familiares para regresar a su Córdoba natal.
Afrontó, a partir de entonces, con admirable arrojo las dificultades económicas que empezaron a apretar a los suyos, mientras el cabeza de familia vivía holgadamente en su ciudad natal, atendido por esclavos y criados. De Alcalá de Henares, Leonor de Torreblanca pasó en 1551 a Valladolid, en donde su hijo Rodrigo, que ejercía de cirujano, esperaba encontrar mayores posibilidades para medrar en su oficio. Tras las nuevas dificultades por las que atravesó toda su familia en la ciudad del Pisuerga, doña Leonor hubo de poner a su nombre todos los bienes de los suyos, ya que las deudas acumuladas por Rodrigo habían provocado una orden de embargo.
En 1553, siempre en compañía de Rodrigo y los suyos -pero también sin el apoyo de su esposo, del que ya estaba definitivamente separada-, regresó de nuevo a Alcalá de Henares. Finalmente, volvió a su Córdoba natal, en donde falleció un año después de que perdiera la vida su marido.
- Datos: Q29048275